# Risperidone
Risperidone, được bán dưới tên thương mại Risperdal cùng với một số những tên khác, là một loại thuốc chống loạn thần. Chúng chủ yếu được sử dụng để điều trị tâm thần phân liệt, rối loạn lưỡng cực, và khó chịu ở những người bị chứng tự kỷ. Thuốc có thể được uống qua miệng hoặc tiêm vào cơ bắp. Phiên bản tiêm có tác dụng dài hơn và kéo dài trong khoảng hai tuần.
Tác dụng phụ thường gặp bao gồm các vấn đề về vận động, buồn ngủ, chóng mặt, khó nhìn, táo bón và tăng cân. Tác dụng phụ nghiêm trọng có thể có như một số rối loạn vận động có thể vĩnh viễn, cùng với một số hội chứng ác tính thần kinh, tăng nguy cơ tử vong và tăng đường huyết. Ở những người lớn tuổi bị rối loạn tâm thần do chứng mất trí, chúng có thể làm tăng nguy cơ tử vong. Mức độ an toàn nếu sử dụng thuốc trong thời kỳ mang thai vẫn là chưa rõ ràng. Risperidone là một thuốc chống loạn thần không điển hình. Cơ chế hoạt động của nó không hoàn toàn rõ ràng, nhưng được cho là có liên quan đến tác dụng với vai trò một chất đối kháng dopamine và chất đối kháng serotonin.
Nghiên cứu của risperidone bắt đầu vào cuối những năm 1980 và đã được phê duyệt để bán tại Hoa Kỳ vào năm 1993. Nó nằm trong danh sách các thuốc thiết yếu của Tổ chức Y tế Thế giới, tức là nhóm các loại thuốc hiệu quả và an toàn nhất cần thiết trong một hệ thống y tế. Risperidone có sẵn dưới dạng thuốc gốc. Giá bán buôn ở các nước đang phát triển là từ 0,01 đến 0,60 USD cho mỗi ngày tính đến năm 2014. Chi phí cho một tháng thuốc điển hình ở Hoa Kỳ là từ 100 đến 200 USD tính đến năm 2015.